# 沃羅納河 (第聶伯河支流)
沃羅納河（烏克蘭語：Ворона），是烏克蘭中部的河流，屬於第聶伯河的左支流。該河流經第聶伯羅彼得羅夫斯克州，河道全長28公里，流域面積224平方公里。